# Station Houthem-Sint Gerlach
Station Houthem-Sint Gerlach is het spoorwegstation van de plaatsen Houthem en Sint Gerlach in de gemeente Valkenburg aan de Geul in de Nederlandse provincie Limburg. Het station ligt in Houthem, aan de lijn Maastricht - Heerlen. Het stationsgebouw dateert uit 1903 en werd in 1938 verbouwd; het houten gebouwtje is het enige overgebleven houten stationsgebouw van Nederland. In 2012 werd besloten dat het gebouw zou worden gerenoveerd. Het is inmiddels verbouwd tot vakantiewoning.
Oorspronkelijk heette het station Sint Gerlach en was er in Houthem nog een halte: een kilometer naar het westen lag de stopplaats Houthem. De halte kreeg later de naam stopplaats Vroenhof, en het station Sint Gerlach werd vanaf toen Houthem-Sint Gerlach genoemd. De halte Vroenhof bleef tot 1936 in gebruik. Ook was er bij Geerlingshof in het gehucht Strabeek een halte op verzoek.
Bij het station zijn een fietsenstalling en fietskluizen aanwezig. Parkeerplaatsen voor auto's zijn er niet bij het station zelf, maar in de omgeving bestaan wat mogelijkheden tot parkeren.
De renovatie van het station werd in 2015 bekroond met de Pieter van Vollenhovenprijs.

## Treinverbindingen
De volgende treinserie halteert in de dienstregeling 2025 te Houthem-Sint Gerlach:
| Serie       | Treinsoort         | Route | Bijzonderheden |
| ----------- | ------------------ | --- | -------------- |
| 32000 RS 18 | Stoptrein (Arriva) | Maastricht Randwyck – Maastricht – Houthem-Sint Gerlach – Heerlen – Landgraaf – Eygelshoven – Chevremont – Kerkrade Centrum |                |

Na middernacht rijden de laatste twee treinen richting Kerkrade Centrum niet verder dan Heerlen.

## Galerie

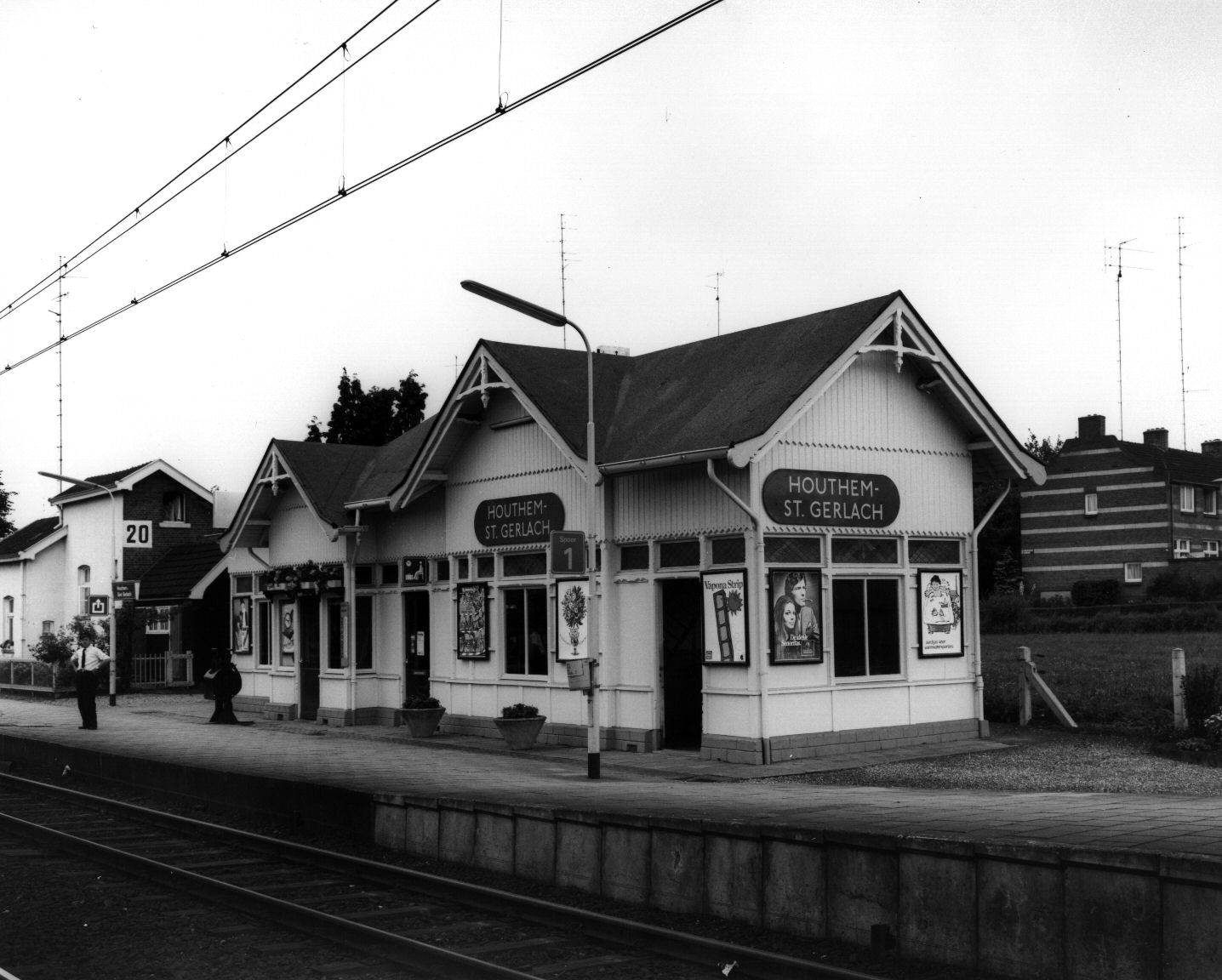
Station in 1970
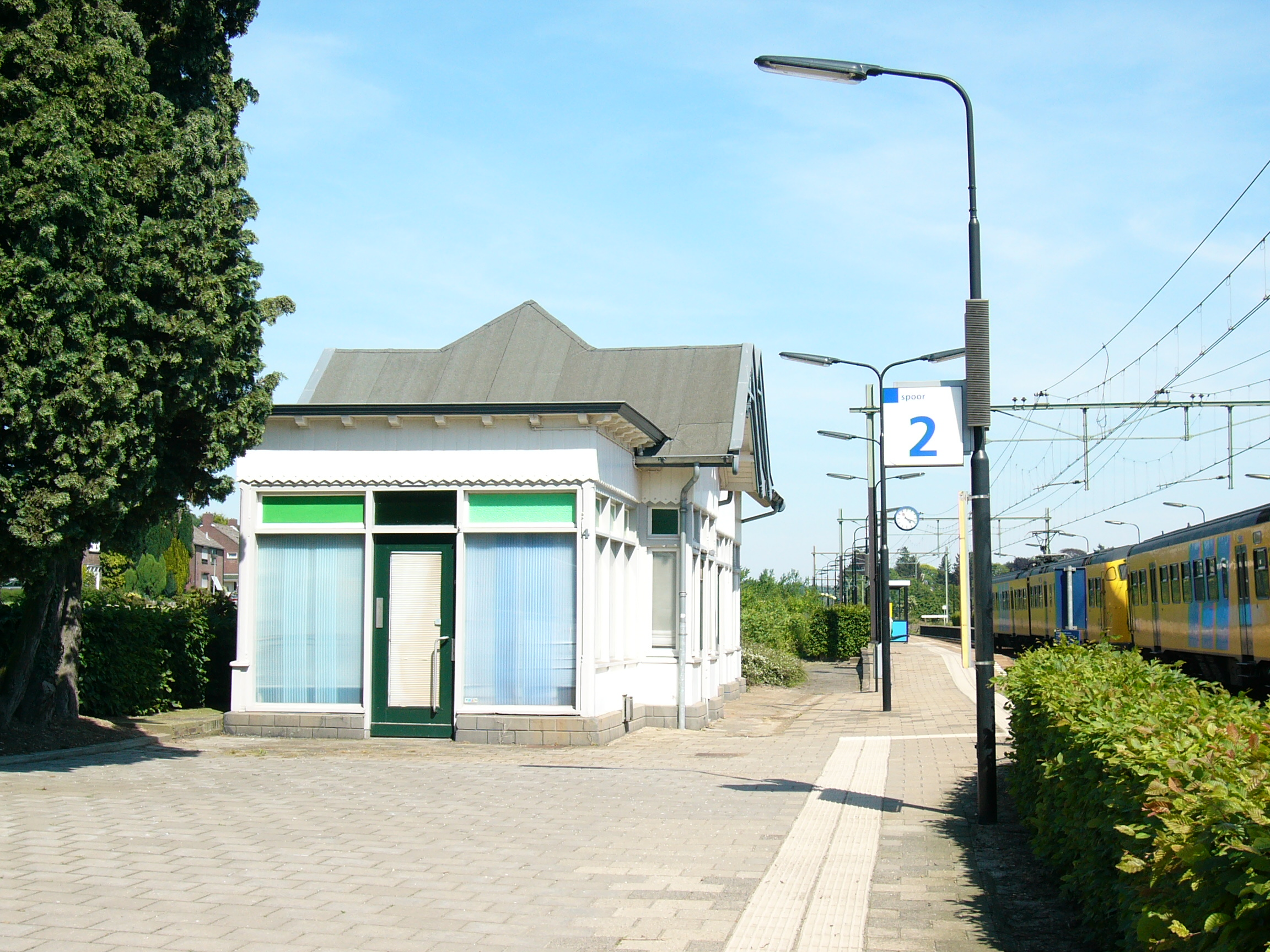
Het station in 2006
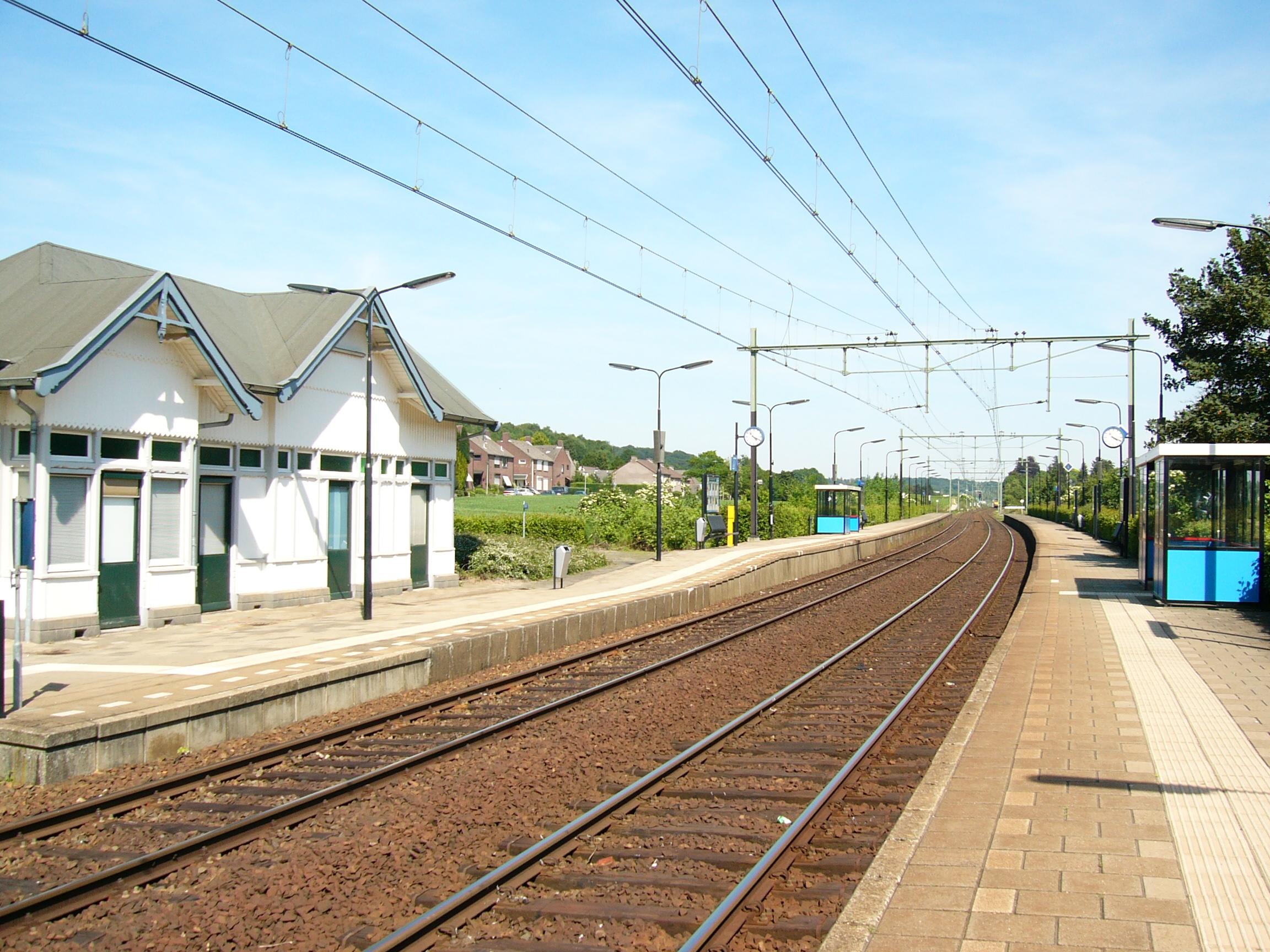
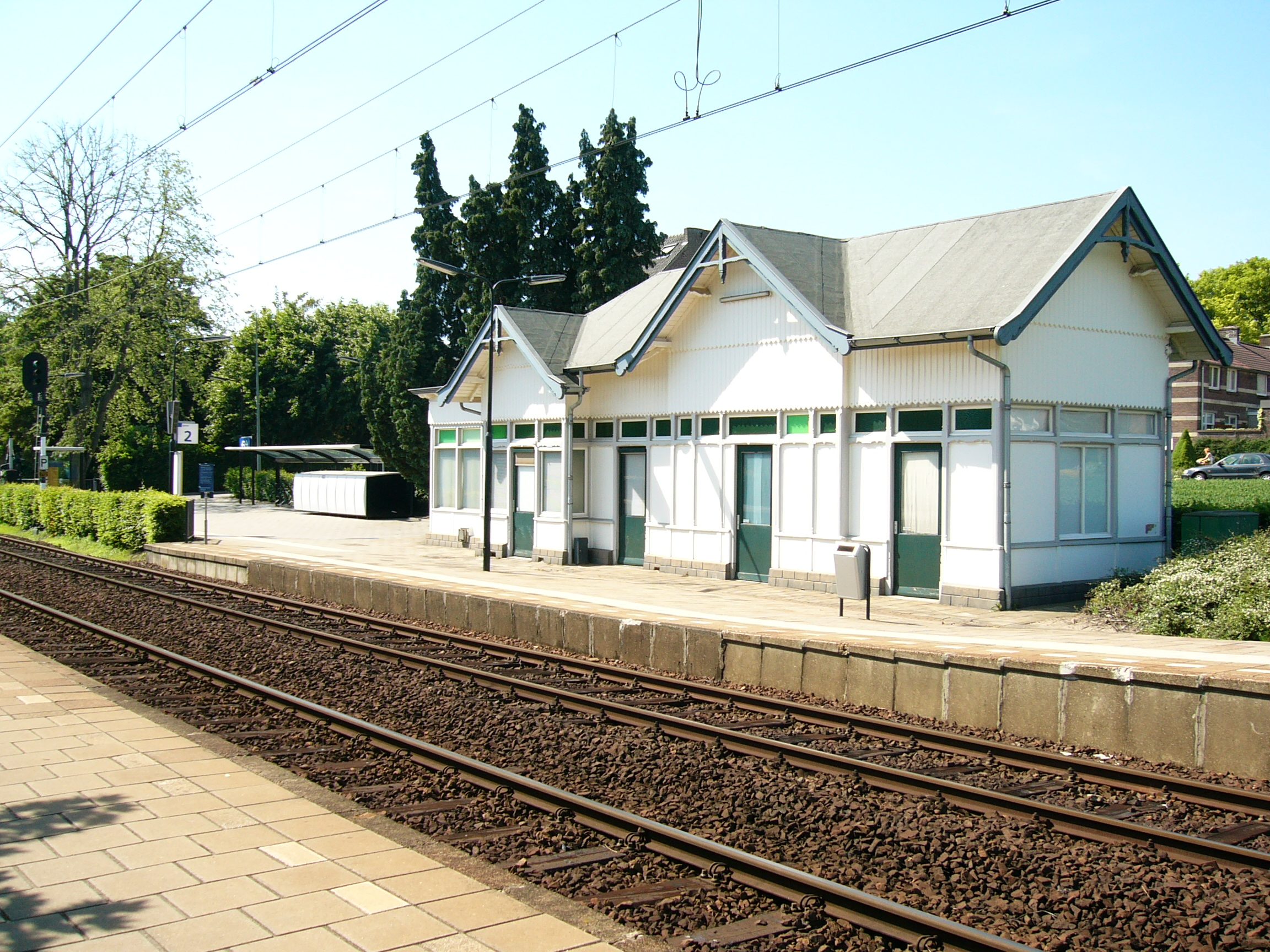
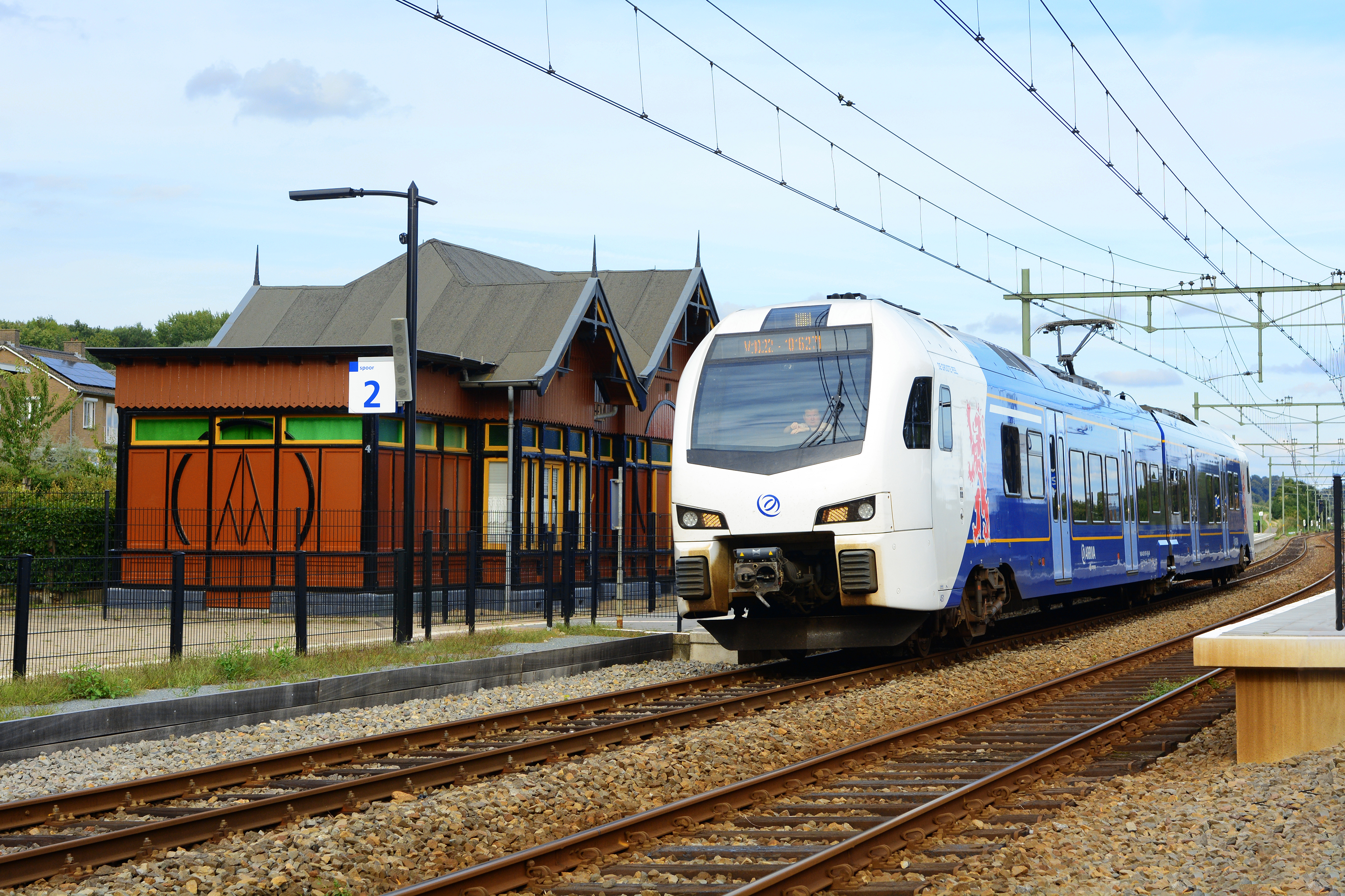
Arriva FLIRT passeert het station
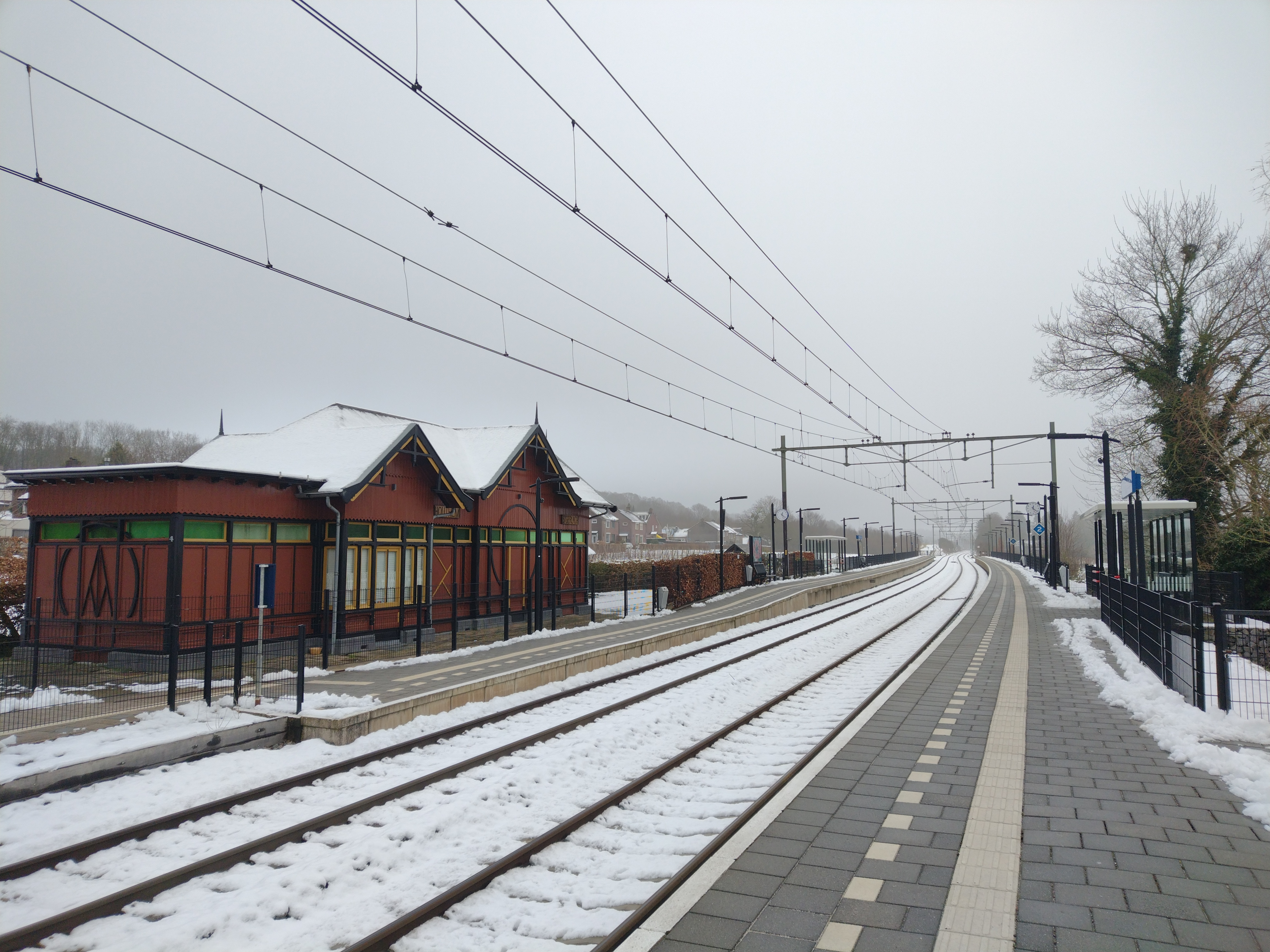
Het station in de sneeuw in 2025

Aachen Hbf ·
Aachen West (Templerbend) ·
Richterich ·
Vetschau ·
9: Bocholtz ·
13: Simpelveld ·
Over-Eijs ·
16: Eys-Wittem ·
19: Wijlre-Gulpen ·
22: Schin op Geul ·
Oud Valkenburg ·
25: Valkenburg ·
28: Houthem-Sint Gerlach ·
Vroenhof ·
31: Meerssen ·
Rothem ·
Vaeshartelt ·
Mariënwaard ·
34: Maastricht Noord ·
Limmel ·
37: Maastricht
Beek-Elsloo ·
Blerick · 
Bunde · 
Chevremont · 
Echt ·
Eijsden ·
Eygelshoven ·
-Markt · 
Geleen:
-Lutterade · 
-Oost · 
Heerlen ·
-Woonboulevard ·
Hoensbroek · 
Horst-Sevenum · 
Houthem-Sint Gerlach · 
Kerkrade Centrum ·
Klimmen-Ransdaal · 
Landgraaf · 
Maastricht ·
-Noord · 
-Randwyck · 
Meerssen ·
Mook-Molenhoek ·
Nuth · 
Reuver · 
Roermond ·
Schin op Geul · 
Schinnen · 
Sittard · 
Spaubeek · 
Susteren · 
Swalmen · 
Tegelen · 
Valkenburg · 
Venlo · 
Venray ·
Voerendaal · 
Weert
Voormalige stations: zie de lijst van voormalige spoorwegstations in Limburg (Nederland)